# Suède aux Jeux olympiques d'été de 2000
La Suède participe aux Jeux olympiques d'été de 2000 à Sydney en Australie. 150 athlètes suédois, 98 hommes et 52 femmes, ont participé à des compétitions dans 22 sports. Ils y ont obtenu douze médailles : quatre d'or, cinq d'argent et trois de bronze.

## Nombre d'athlètes qualifiés par sport
Voici la liste des qualifiés et sélectionnés Suédois par sport (remplaçants compris) :
| Sport       | Hommes | Femmes | Total |
| ----------- | ------ | ------ | ----- |
| Athlétisme  | 10     | 4      | 14    |
| Aviron      | 2      | 1      | 3     |
| Badminton   | 5      | 1      | 6     |
| Canoë-kayak | 8      | 2      | 10    |
| Cyclisme    | 5      | 0      | 5     |
| Équitation  | 2      | 3      | 5     |

## Médailles
| Médaille | Discipline      | Épreuve                                     | Athlète                                                                                                  | Performance | Date |
| -------- | --------------- | ------------------------------------------- | --- | ----------- | ---- |
| Or       | Tir             | Double-Trap femmes                          | Pia Hansen                                                                                               |             |      |
| Or       | Tir             | Carabine 50 mètres tir couché hommes        | Jonas Edman                                                                                              |             |      |
| Or       | Natation        | 100 mètres papillon hommes                  | Lars Frölander                                                                                           |             |      |
| Or       | Lutte           | Lutte gréco-romaine hommes - Moins de 97 kg | Mikael Ljungberg                                                                                         |             |      |
| Argent   | Tennis de table | Simple messieurs                            | Jan-Ove Waldner                                                                                          |             |      |
| Argent   | Natation        | 50 mètres nage libre femmes                 | Therese Alshammar                                                                                        |             |      |
| Argent   | Natation        | 100 mètres nage libre femmes                | Therese Alshammar                                                                                        |             |      |
| Argent   | Canoë-kayak     | 1000 mètres kayak biplace hommes            | Henrik Nilsson, Markus Oscarsson                                                                         |             |      |
| Argent   | Handball        | Hommes                                      | Équipe de Suède masculine de handball                                                                    |             |      |
| Bronze   | Voile           | Dériveur solitaire Finn (hommes)            | Fredrik Lööf                                                                                             |             |      |
| Bronze   | Natation        | 4 × 100 m nage libre                        | Therese Alshammar Louise Jöhncke Anna-Karin Kammerling Josefin Lillhage Johanna Sjöberg Malin Svahnström |             |      |
| Bronze   | Athlétisme      | Saut en hauteur                             | Kajsa Bergqvist                                                                                          |             |      |

## Athlétisme

### Hommes
| Athlète         | Épreuve     | Séries  | Séries | Quarts de finale | Quarts de finale | Demi-finales | Demi-finales | Finale  | Finale |
| Athlète         | Épreuve     | Temps   | Rang   | Temps            | Rang             | Temps        | Rang         | Temps   | Rang   |
| --------------- | ----------- | ------- | ------ | ---------------- | ---------------- | ------------ | ------------ | ------- | ------ |
| Robert Kronberg | 110 m haies | 13 s 58 | 2e     | 13 s 56          | 3e               | 13 s 39      | 4e           | 13 s 61 | 8e     |

| Athlète             | Épreuve           | Qualification | Qualification | Finale      | Finale  |
| Athlète             | Épreuve           | Performance   | Rang          | Performance | Rang    |
| ------------------- | ----------------- | ------------- | ------------- | ----------- | ------- |
| Stefan Holm         | Saut en hauteur   | 2,27 m        | 1er           | 2,32 m      | 4e      |
| Staffan Strand      | Saut en hauteur   | 2,27 m        | 7e            | 2,32 m      | 6e      |
| Patrik Kristiansson | Saut à la perche  | 5,55 m        | 20e           | Eliminé     | Eliminé |
| Martin Eriksson     | Saut à la perche  | 5,55 m        | 22e           | Eliminé     | Eliminé |
| Peter Haggstrom     | Saut en longueur  | 7,83 m        | 24e           | Eliminé     | Eliminé |
| Mattias Sunneborn   | Saut en longueur  | 7,63 m        | 29e           | Eliminé     | Eliminé |
| Christian Olsson    | Triple saut       | 16,64 m       | 17e           | Eliminé     | Eliminé |
| Patrik Bodén        | Lancer du javelot | 78,06 m       | 23e           | Eliminé     | Eliminé |
| Henrik Dagård       | Décathlon         | Non disputé   | Non disputé   | 8178 pts    | 10e     |

### Femmes
| Athlète           | Épreuve          | Qualification | Qualification | Finale      | Finale             |
| Athlète           | Épreuve          | Performance   | Rang          | Performance | Rang               |
| ----------------- | ---------------- | ------------- | ------------- | ----------- | ------------------ |
| Kajsa Bergqvist   | Saut en hauteur  | 1,94 m        | 1er           | 1,99 m      | Médaille de bronze |
| Erica Johansson   | Saut en longueur | 6,53 m        | 16e           | Eliminé     | Eliminé            |
| Camilla Johansson | Triple saut      | 13,87 m       | 16e           | Eliminé     | Eliminé            |
| Anna Soderberg    | Lancer du disque | 56,11 m       | 24e           | Eliminé     | Eliminé            |

## Aviron

### Hommes
| Athlète(s)                     | Compétition                 | Série         | Série | Repêchage     | Repêchage | Demi-finale | Demi-finale | Finale                 | Finale |
| Athlète(s)                     | Compétition                 | Temps         | Rang  | Temps         | Rang      | Temps       | Rang        | Temps                  | Rang   |
| ------------------------------ | --------------------------- | ------------- | ----- | ------------- | --------- | ----------- | ----------- | ---------------------- | ------ |
| Josef Kallstrom Anders Batemyr | Deux de couple poids légers | 6 min 42 s 67 | 5e    | 6 min 38 s 77 | 3e        | Non disputé | Non disputé | Finale C 6 min 34 s 11 | 3e     |

### Femmes
| Athlète(s)    | Compétition | Série         | Série | Repêchage     | Repêchage | Demi-finale   | Demi-finale | Finale                 | Finale |
| Athlète(s)    | Compétition | Temps         | Rang  | Temps         | Rang      | Temps         | Rang        | Temps                  | Rang   |
| ------------- | ----------- | ------------- | ----- | ------------- | --------- | ------------- | ----------- | ---------------------- | ------ |
| Maria Brandin | Skiff       | 7 min 53 s 46 | 3e    | 7 min 55 s 47 | 2e        | 7 min 49 s 09 | 5e          | Finale B 7 min 39 s 44 | 5e     |

## Badminton

### Hommes
| Athlète                           | Compétition   | 1/32 de finale   | 1/16 de finale         | 1/8 de finale         | Quarts de finale | Demi-finales     | Finale           | Finale 3eplace   | Rang    |
| Athlète                           | Compétition   | Adversaire Score | Adversaire Score       | Adversaire Score      | Adversaire Score | Adversaire Score | Adversaire Score | Adversaire Score | Rang    |
| --------------------------------- | ------------- | ---------------- | ---------------------- | --------------------- | ---------------- | ---------------- | ---------------- | ---------------- | ------- |
| Tomas Johansson                   | Simple hommes | Non disputé      | Défaite Mainaky 0-2    | Eliminé               | Eliminé          | Eliminé          | Eliminé          | Eliminé          | Eliminé |
| Rasmus Wengberg                   | Simple hommes | Non disputé      | Défaite Vaughan 0-2    | Eliminé               | Eliminé          | Eliminé          | Eliminé          | Eliminé          | Eliminé |
| Par-Gunnar Jonsson Peter Axelsson | Double hommes | Non disputé      | Victoire Allemagne 2-0 | Défaite Indonésie 0-2 | Eliminé          | Eliminé          | Eliminé          | Eliminé          | Eliminé |

### Mixtes
| Athlète                          | Compétition  | 1/32 de finale   | 1/16 de finale         | 1/8 de finale     | Quarts de finale | Demi-finales     | Finale           | Finale 3eplace   | Rang    |
| Athlète                          | Compétition  | Adversaire Score | Adversaire Score       | Adversaire Score  | Adversaire Score | Adversaire Score | Adversaire Score | Adversaire Score | Rang    |
| -------------------------------- | ------------ | ---------------- | ---------------------- | ----------------- | ---------------- | ---------------- | ---------------- | ---------------- | ------- |
| Jenny Karlsson Fredrik Bergström | Double mixte | Non disputé      | Victoire Hong Kong 2-1 | Défaite Chine 0-2 | Eliminé          | Eliminé          | Eliminé          | Eliminé          | Eliminé |

## Canoe-Kayak

### Course en ligne

#### Hommes
| Athlète                                                       | Compétition | Éliminatoires  | Éliminatoires | Demi-finales   | Demi-finales | Finale A       | Finale A          |
| Athlète                                                       | Compétition | Temps          | Rang          | Temps          | Rang         | Temps          | Rang              |
| ------------------------------------------------------------- | ----------- | -------------- | ------------- | -------------- | ------------ | -------------- | ----------------- |
| Anders Svensson                                               | K1 500m     | 1 min 43 s 349 | 6e            | 1 min 43 s 070 | 7e           | Eliminé        | Eliminé           |
| Johan Eriksson                                                | K1 1000m    | 3 min 40 s 190 | 5e            | 3 min 43 s 359 | 6e           | Eliminé        | Eliminé           |
| Henrik Nilsson Markus Oscarsson                               | K2 500m     | 1 min 30 s 051 | 1er           | Non disputé    | Non disputé  | 1 min 56 s 301 | 9e                |
| Henrik Nilsson Markus Oscarsson                               | K2 1000m    | 3 min 15 s 102 | 2e            | Non disputé    | Non disputé  | 3 min 16 s 075 | Médaille d'argent |
| Jonas Farger Anders Gustafsson Erik Lindeberg Niklaes Persson | K4 1000m    | 3 min 04 s 420 | 5e            | 3 min 02 s 611 | 2e           | 3 min 01 s 326 | 8e                |

#### Femmes
| Athlète                     | Compétition | Éliminatoires  | Éliminatoires | Demi-finales | Demi-finales | Finale A       | Finale A |
| Athlète                     | Compétition | Temps          | Rang          | Temps        | Rang         | Temps          | Rang     |
| --------------------------- | ----------- | -------------- | ------------- | ------------ | ------------ | -------------- | -------- |
| Anna Olsson                 | K1 500m     | 1 min 52 s 782 | 2e            | Non disputé  | Non disputé  | 2 min 24 s 774 | 9e       |
| Anna Olsson Ingela Ericsson | K2 500m     | 1 min 45 s 491 | 3e            | Non disputé  | Non disputé  | 2 min 04 s 574 | 8e       |

## Cyclisme

### Route

#### Hommes
| Athlète           | Compétition      | Temps               | Rang |
| ----------------- | ---------------- | ------------------- | ---- |
| Magnus Bäckstedt  | Course en ligne  | DNF                 | /    |
| Michel Lafis      | Course en ligne  | DNF                 | /    |
| Martin Rittsel    | Course en ligne  | DNF                 | /    |
| Glenn Magnusson   | Course en ligne  | 5 h 30 min 46 s     | 27e  |
| Michael Andersson | Contre-la-montre | 1 h 05 min 19 s 037 | 37e  |
| Martin Rittsel    | Contre-la-montre | 1 h 01 min 59 s 765 | 30e  |

## Equitation
| Athlète           | Épreuve              | R1          | R1          | R2          | R2          | R3      | R3      |
| Athlète           | Épreuve              | Points      | Rang        | Points      | Rang        | Points  | Rang    |
| ----------------- | -------------------- | ----------- | ----------- | ----------- | ----------- | ------- | ------- |
| Jan Brink         | Dressage             | 62.92       | 40e         | Eliminé     | Eliminé     | Eliminé | Eliminé |
| Pether Markne     | Dressage             | 65.20       | 28e         | Eliminé     | Eliminé     | Eliminé | Eliminé |
| Tinne Wilhelmsson | Dressage             | 65.84       | 22e         | 58.18       | 25e         | Eliminé | Eliminé |
| Equipe de Suède   | Dressage par équipes | Non disputé | Non disputé | Non disputé | Non disputé | 4,849   | 9e      |

| Athlète         | Compétition      | Pénalités | Rang |
| --------------- | ---------------- | --------- | ---- |
| Sofia Andler    | Concours complet | DNF       | /    |
| Paula Tornqvist | Concours complet | 74.40     | 14e  |